# Kameren Maria van Pallaes
De Kameren Maria van Pallaes is een rijtje van twaalf vrijwoningen in de Agnietenstraat in Utrecht die in 1651 werden gebouwd in opdracht van Maria van Pallaes. De kameren zijn sinds 1979 in bezit van het Utrechts Monumentenfonds.
De patriciër Maria van Pallaes (1587–1664) had in 1649 geen erfgenamen meer en om te voorkomen dat het grote familiekapitaal zou vervallen aan de gemeenschap, besloot van Pallaes het geld te besteden aan armenzorg. Ze kocht een stuk land aan de Agnietenstraat en liet daarop de cameren met een refectiehuis bouwen voor onbetaalde bewoning door arme mensen die geen andere inkomsten hadden. Tevens kregen zij preuves in de vorm van voedsel en brandstof. De eenkamerwoningen waren voor die tijd vrij ruim en hadden een gezamenlijke tuin. Het beheer van de huisjes werd in handen gegeven van de Fundatie Maria van Pallaes die ook na haar dood huisjes voor armen bouwde.
Het beheer werd in 1910 overgedragen aan de gemeente die uiteindelijk de zwaar verouderde en in de jaren 60 gekraakte panden voor een symbolisch bedrag overdroeg aan het Utrechts Monumentenfonds onder voorwaarde ze op te knappen.
Boven iedere voordeur van de kameren zijn de familiewapens van Van Pallaes en haar man en het jaartal van bouw (1651) aangebracht. De huisjes sluiten aan de westzijde aan op de Beyerskameren door middel van een poort die toegang geeft tot de tuinen. Het refectiehuis staat op de hoek aan de oostzijde van de straat met de ingang aan de Nieuwegracht. Boven de monumentale classicistische toegang bevindt zich een gevelsteen met de volgende tekst:
Maria van Pallaes door liefde Goodts gedreven
Heeft doen sy weduw’ was van d’Heere Schroyesteyn
Dees Cameren gesticht eenich onderhout gegeven
Niet achtend swerels gonst maer Plaets in chemels Pleyn
De Fundatie bouwde later nog woningen in de Pallaesstraat, Minstraat en Wulpstraat.

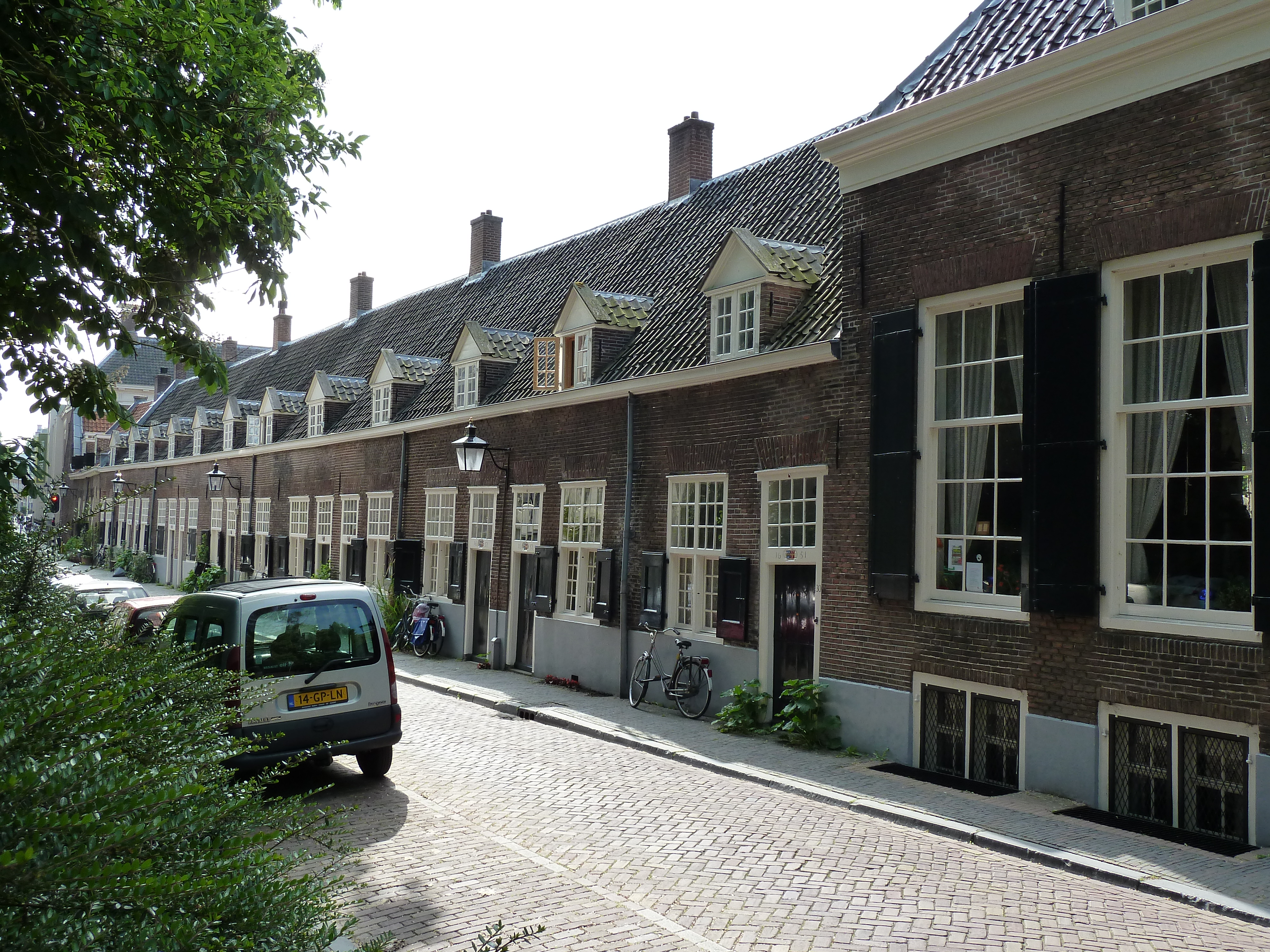
Kameren Maria van Pallaes
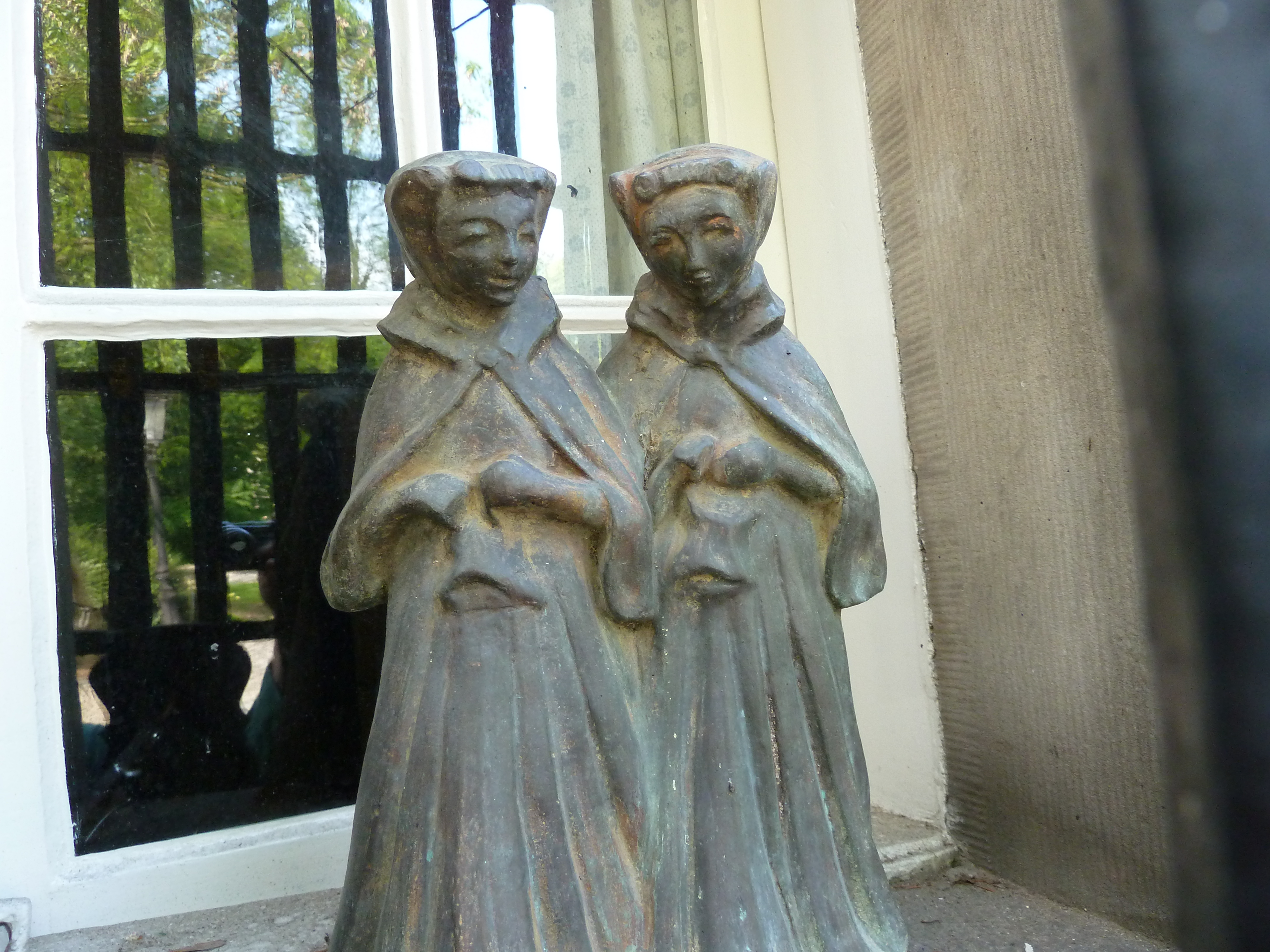
Sculptuur achter het tralie naast de ingang van de refectiekamer
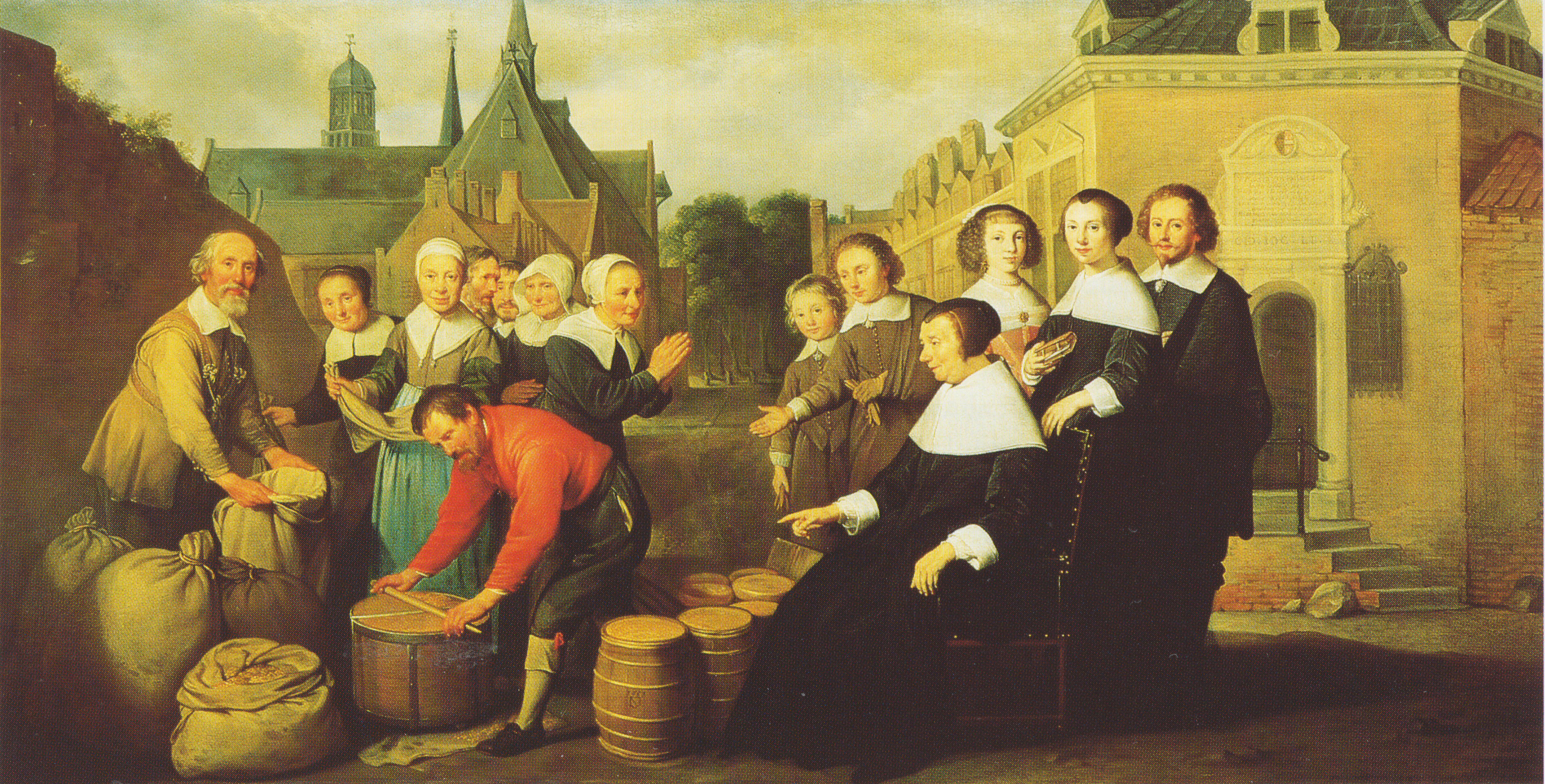
Schilderij van Hendrick Bloemaert uit 1657 met daarop Maria van Pallaes en de jaarlijkse voedseluitdeling aan de armen, op de achtergrond de Kameren Maria van Pallaes.